# Steve Chen
Steven Shih Chen, noto semplicemente come Steve Chen (Cinese tradizionale: 陳士駿; pinyin: Chén Shìjùn; Taipei, 25 agosto 1978), è un imprenditore e informatico taiwanese, cofondatore di YouTube.

## Biografia
Nato a Taipei il 25 agosto 1978, Chen emigrò con la sua famiglia negli Stati Uniti nel 1993, all'età di 15 anni. Qui studiò all'Università dell'Illinois di Urbana-Champaign, dove nel 2002 ottenne il baccalaureato in Scienze informatiche. Ha lavorato presso PayPal prima di raggiungere il successo come co-creatore di YouTube insieme a Jawed Karim e Chad Hurley.

## Vita privata
Attualmente vive a Royal Tunbridge Wells, in Inghilterra, ed è sposato con Park Ji-hyun, dalla quale ha avuto un figlio.